# فرودگاه بورا بورا
فرودگاه بورا بورا (به فرانسوی: Aéroport de Bora Bora) کد یاتا BOB، ایکائو NTTB که به فرودگاه موُتو موته نیز شناخته می‌شود، فرودگاهی است عمومی که در بورا بورا در مجمع‌الجزایر انجمن واقع در پلی‌نزی فرانسه قرار دارد. این فرودکاه در جزیره خرد مرجانی (موُتو) (موتو موته) بنا شده است.
فرودگاه بورا بورا در سال ۱۹۴۳ و در طی جنگ جهانی دوم افتتاح شد. اما پس‌از بازسازی باند در سال ۱۹۵۸، ارائه خدمات تجاری این فرودگاه آغاز شد. این بر روی یک جزیره خرد (که در زبان تاهیتیایی موُتو خوانده می‌شود) واقع در کولاب (لاگون) بورا بورا احداث شده است. برای دسترسی از جزیره اصلی بورا بورا به این فرودگاه، نیاز به یک سفر با قایق می‌باشد.
مسافربن ساکن وایتاپه، بزرگ‌ترین مرکز شهری در بورا بورا، معمولاً از این فرودگاه، برای سفرهای هوایی خود استفاده می‌نمایند.

## شرکت‌های هواپیمایی و مقصدهای پروازی
| شرکت‌های هواپیمایی | مقصدهای پروازی                                                               |
| ----------------- | ---------------------------------------------------------------------------- |
| ایر موآنا         | موئورئا، پاپِه ته، رانگیرو                                                    |
| ایر تاهیتی        | هواهین–فاره، مانیهی، مائو پیتی، موئورئا، پاپِه ته، رایاتئا، رانگیرو، تیکه هاو |

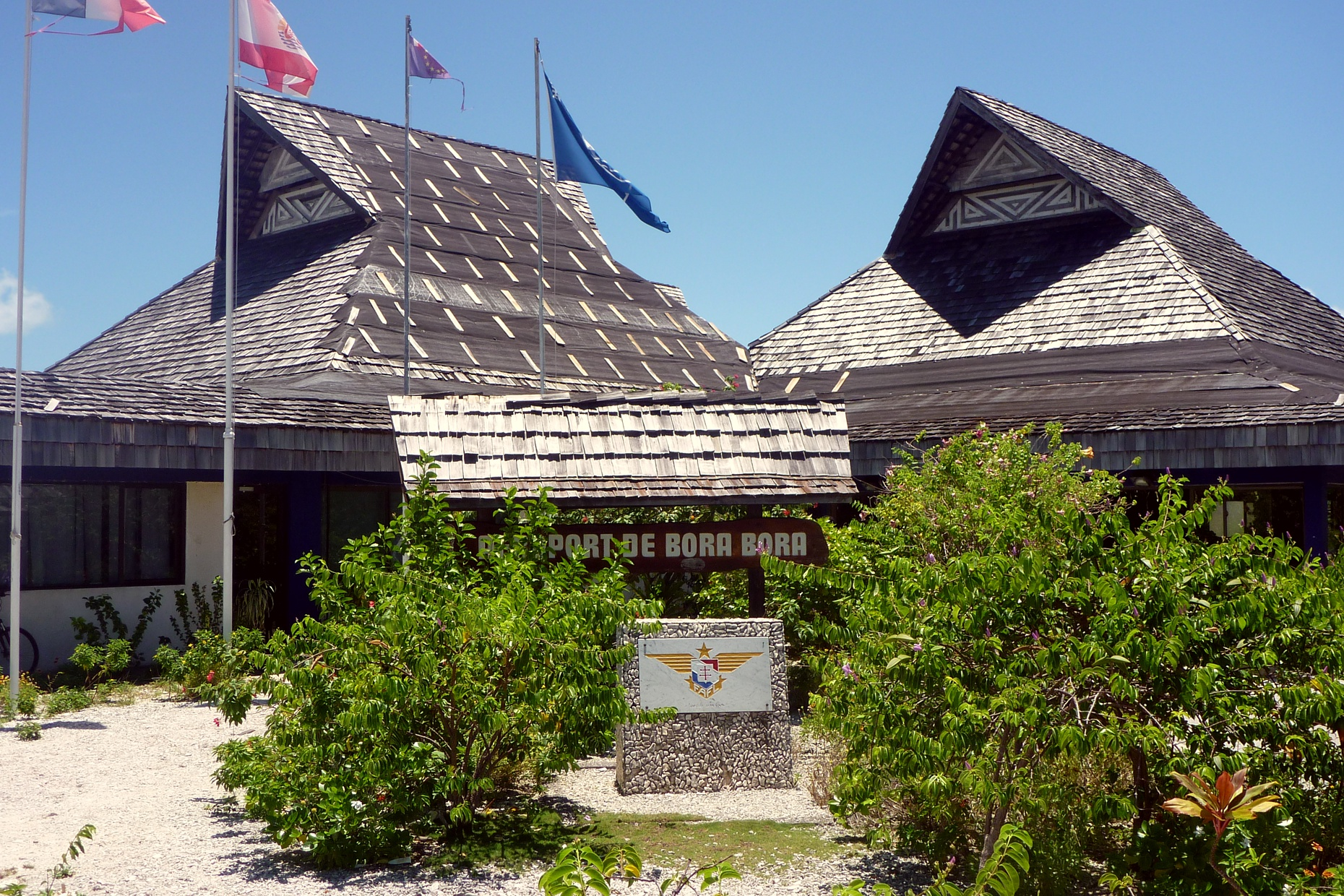
پذیرش فرودگاه بورا بورا

گرچه این فرودگاه برای ارائه خدمات به هواپیمای جت مسافربری برنامه‌ریزی نشده است، اما انواع جت‌های تجاری بزرگتر مانند بمباردیه گلوبال اکسپرس، گلف‌استریم ۵ و داسو فالکون ۹۰۰ از این فرودگاه استفاده نموده‌اند.